# Tadeusz Iger
Tadeusz Iger (ur. 1 stycznia 1941 w Czortkowie, zm. 6 marca 2010 w Opolu) – polski numizmatyk i kolekcjoner.
Urodził się w rodzinie żydowskie, był synem Joela, technika dentystycznego i Klary, córki krawca. W czasie Holokaustu stracił matkę i wielu krewnych, ale sam trzykrotnie uniknął śmierci. Po wojnie zamieszkał w Opolu, gdzie uczył się w liceum. Po maturze ukończył szkołę techników dentystycznych we Wrocławiu i studia stomatologiczne w Warszawie. Swoją pasję kolekcjonerską rozpoczął w 1970 i początkowo zbierał talary. Po dwóch latach rozpoczął kolekcjonowanie trojaków i tej pasji był wierny do końca życia. Zbudował ogromną kolekcję trojaków, w oparciu o którą został wydany „Katalog trojaków polskich” Tadeusz Iger, Zbigniew Galus, Ryszard Kondrat, Marek Kondrat. Warszawa 2008. ISBN 978-83-923332-4-1. Pochowany został w Opolu, po jego śmierci kolekcja stała się własnością Muzeum Śląska Opolskiego.